# NG (槇原敬之の曲)
「NG」（エヌジー）は、日本の男性シンガーソングライター・槇原敬之のデビューシングル。1990年10月25日、デビュー・アルバム「君が笑うとき君の胸が痛まないように」と同時発売。発売元はWEA MUSIC（後にワーナーミュージック・ジャパンに併合）。

## 解説
「NG」「RAIN DANCE MUSIC」ともに失恋ソング。「タイトル通り、売上はNGだった」（本人談）
「NG」はニュー・バージョンが2000年発売ベスト・アルバム『10.Y.O. 〜 THE ANNIVERSARY COLLECTION〜』に収録。
カップリング「RAIN DANCE MUSIC」は「DANCING IN THE RAIN」として英語バージョンが制作され『SMILING3 〜THE BEST OF NORIYUKI MAKIHARA〜』に収録。
「DANCING IN THE RAIN」が発表される以前、同音源で「RAIN DANCE MUSIC」がJFN「槇原敬之のHITACHI CLOSE TO YOU」内で一度だけOAされているが商品化はされていない。

## 収録曲
全曲 作詞・作曲：槇原敬之　編曲：西平彰・槇原敬之
1. NG
2. RAIN DANCE MUSIC

## カバー
NG
- ジュリアン・チョン（中国語版）（1993年、広東語版「我真的不知道」、アルバム『如此這般想你』に収録）

RAIN DANCE MUSIC
- メイプル・ホイ（中国語版）（1993年、広東語版「情沒有十分」、アルバム『秋怡』に収録）